# Damernas barr i gymnastik vid olympiska sommarspelen 2004
Damernas barr i gymnastik vid olympiska sommarspelen 2004 avgjordes den 15 och 22 augusti i O.A.C.A. Olympic Indoor Hall.

## Medaljörer
| Gren          | Guld                       | Silver             | Brons               |
| Damernas barr | Émilie Le Pennec Frankrike | Terin Humphrey USA | Courtney Kupets USA |

## Resultat

### Final
| Placering | Gymnast                         | Start- värde | Tjeckien | Tyskland | Japan | Belarus | Grekland | Uzbekistan | Straff | Totalt |
| --------- | ------------------------------- | ------------ | -------- | -------- | ----- | ------- | -------- | ---------- | ------ | ------ |
|           | Émilie Lepennec (FRA)           | 10,00        | 9,70     | 9,70     | 9,60  | 9,70    | 9,65     | 9,75       | —      | 9,687  |
|           | Terin Humphrey (USA)            | 10,00        | 9,65     | 9,65     | 9,55  | 9,70    | 9,70     | 9,65       | —      | 9,662  |
|           | Courtney Kupets (USA)           | 10,00        | 9,65     | 9,65     | 9,60  | 9,65    | 9,60     | 9,70       | —      | 9,637  |
| 4         | Kwang Sun Pyon (PRK)            | 10,00        | 9,50     | 9,60     | 9,60  | 9,55    | 9,65     | 9,65       | —      | 9,600  |
| 5         | Li Ya (CHN)                     | 10,00        | 9,55     | 9,70     | 9,55  | 9,55    | 9,60     | 9,55       | —      | 9,562  |
| 6         | Nicoleta Daniela Sofronie (ROU) | 10,00        | 9,50     | 9,45     | 9,30  | 9,55    | 9,40     | 9,50       | —      | 9,462  |
| 7         | Lin Li (CHN)                    | 9,70         | 9,25     | 9,10     | 9,20  | 9,00    | 9,25     | 9,25       | —      | 9,200  |
| 8         | Svetlana Chorkina (RUS)         | 9,70         | 8,95     | 8,90     | 8,90  | 8,90    | 8,95     | 8,95       | —      | 8,925  |